# Vervò
Vervò (Nones: Vervòu) ist eine Fraktion der italienischen Gemeinde (comune) Predaia in der Provinz Trient, Region Trentino-Südtirol.

## Etymologie
Der Ort wurde erstmals im Codex Wangianus verbunden mit einem Werneri di Vervo und der Jahreszahl 1186 erwähnt. Der Name geht auf das vorrömische Vervasses zurück. Eine in Vervò gefundene lateinische Inschrift nennt ein Castellanorum Vervassium und bezieht sich sehr wahrscheinlich auf ein römisches Kastell, das in Vervò zum Schutz einer Römerstraße errichtet wurde. Nach Carlo Battisti hat der Ortsname auch etruskische Bestandteile. Das deutsche Exonym lautet Verfau oder Werfs.

## Wappen
Das Wappen wurde 1983 von der Gemeinde offiziell als Gemeindewappen eingeführt und wurde bis zu ihrer Eingemeindung 2015 genutzt. Blasonierung: Gespalten, von azurblau und gold, belegt mit einem römischen Turm. Das Wappen nimmt Bezug auf die Geschichte und die Architektur des Ortes.

## Geographie
Vervò liegt etwa 26,5 Kilometer nördlich von Trient im mittleren Nonstal auf einer Höhe von 886 m. s. l. m. und grenzt unmittelbar an Südtirol. Zur Gemeinde Vervò gehörte die Fraktion Priò. Nachbargemeinden waren Kurtatsch an der Weinstraße, Roveré della Luna, Taio, Ton und Tres.

## Geschichte
Vervò war bis 2015 eine selbstständige Gemeinde und zum 1. Januar 2015 zusammen mit Coredo, Smarano, Taio und Tres zur neuen Gemeinde Predaia zusammengeschlossen.

## Verkehr
Vervò  liegt an der Provinzstraße SP 13 della Predaia, die in Taio von der Strada Statale 43 della Val di Non abzweigt.

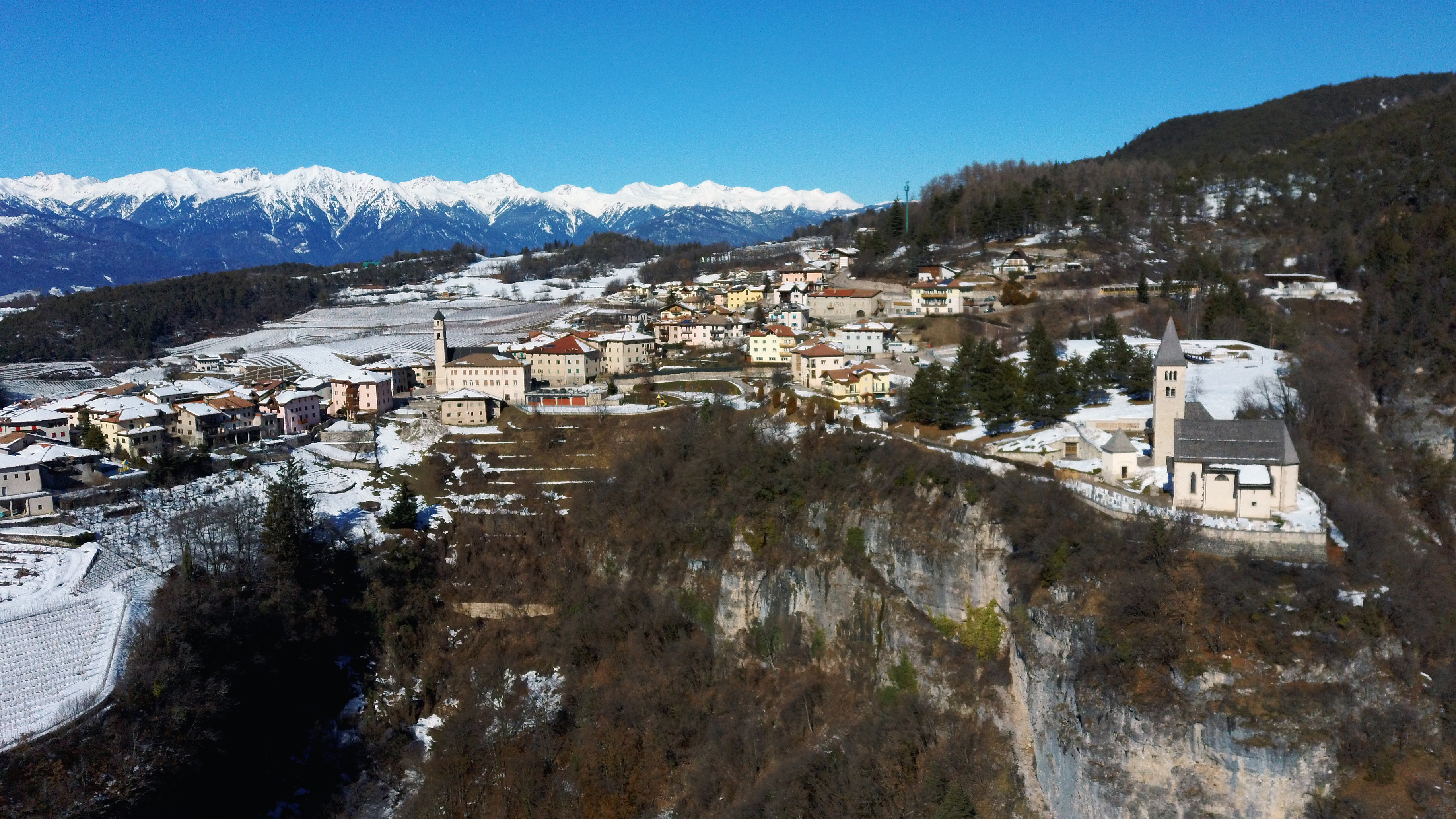
Vervò, im Hintergrund der eingeschneite Ilmenkamm
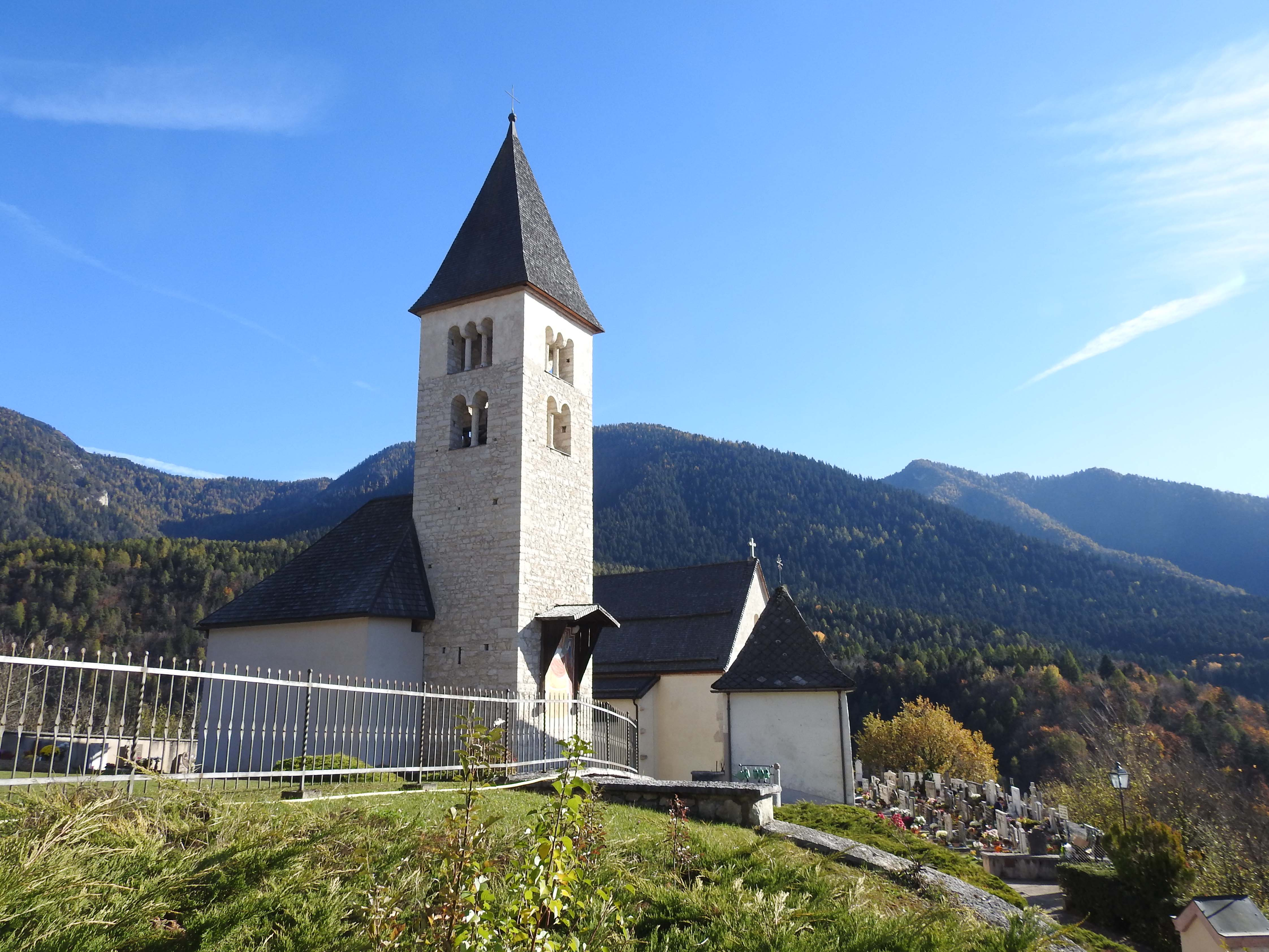
Friedhofskirche San Martino
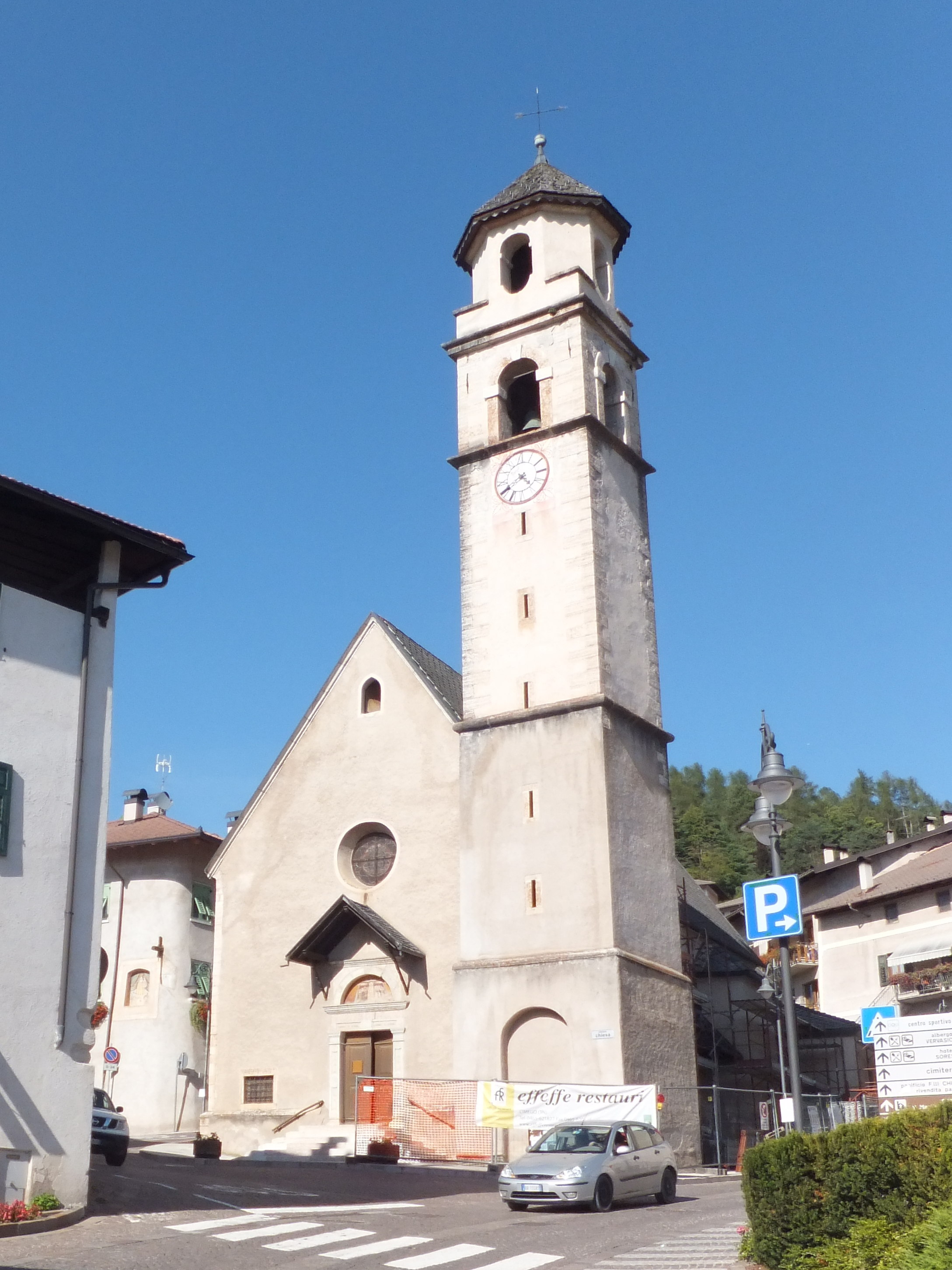
Pfarrkirche Madonna del Rosario
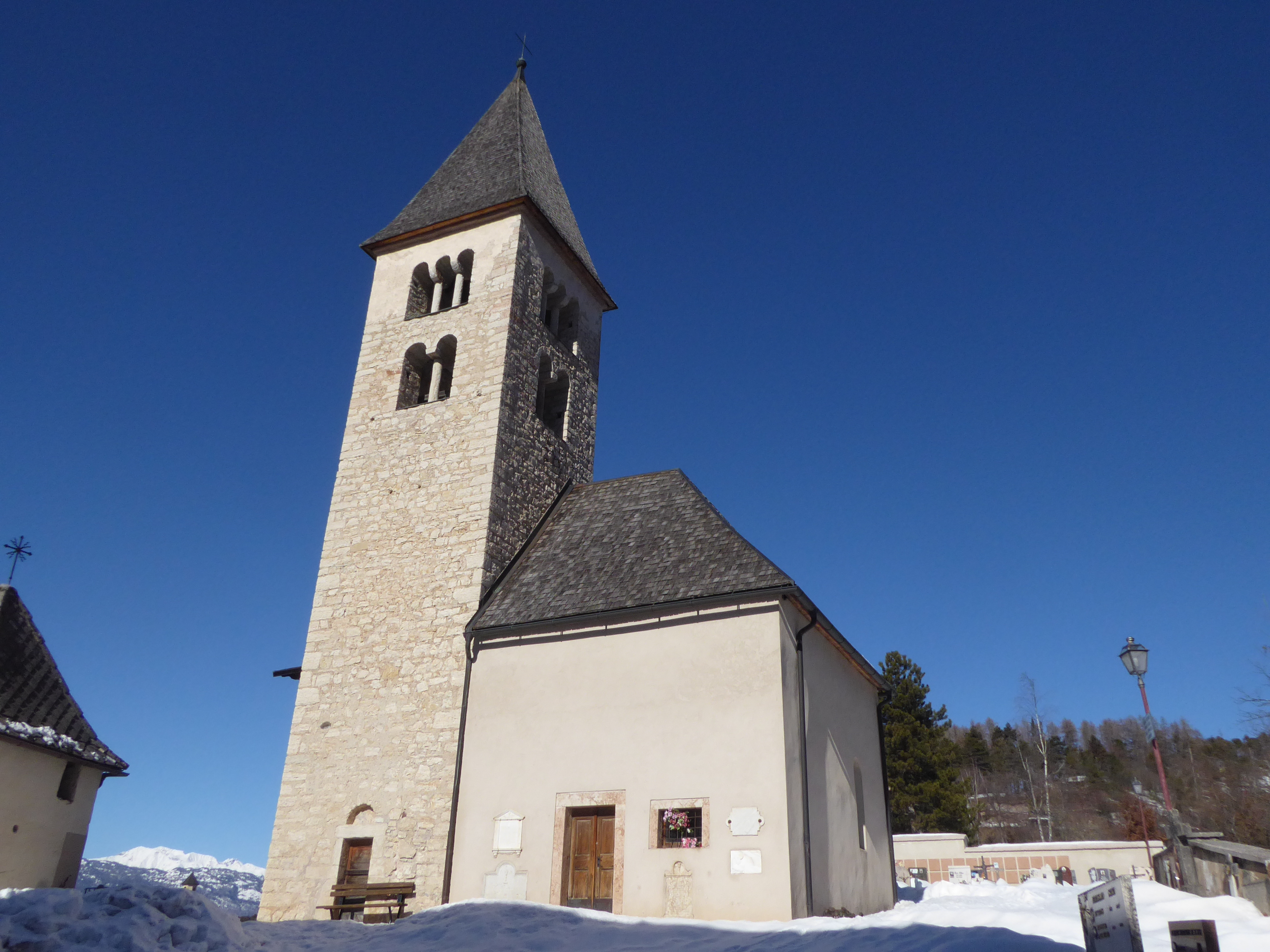
Kapelle Santi Fabiano e Sebastiano